# Kamenný Újezd (kraj południowoczeski)
Kamenný Újezd – wieś i gmina w Czechach, w powiecie Český Krumlov, w kraju południowoczeskim. Według danych z dnia 1 stycznia 2013 liczyła 2 229 mieszkańców.

## Współpraca
Miejscowość partnerska:
- Krauchthal, Szwajcaria